# Basilisa
Basilisa (Rizal) ist eine philippinische Stadtgemeinde in der Provinz Dinagat Islands. Sie hat 36.880 Einwohner (Zensus 1. August 2015).
Der Hauptteil der Gemeinde liegt auf der Hauptinsel Dinagat, es gehören aber auch einige kleinere Inseln im Südwesten Dinagats dazu, darunter Unib, Sibanoc und Capaquian.

## Baranggays
Basilisa ist politisch in 27 Baranggays unterteilt.
| - Benglen - Catadman (Kapakyan) - Columbus - Coring - Cortes - Diegas - Doña Helene - Edera - Ferdinand - Geotina - Imee (Bactasan) - Melgar - Montag - Navarro | - New Nazareth - Poblacion - Puerto Princesa - Rita Glenda - Roma - Roxas - Santa Monica - Santo Niño - Sering - Sombrado - Tag-abaca - Villa Ecleo - Villa Pantinople |